# Ophiolimna
Genre
Synonymes
- Ophiocantha[2] [3]
- Toporkovia Djakonov, 1954[2] [3]

Ophiolimna est un genre d'ophiures de la famille des Ophiacanthidae.

## Liste des espèces
Selon World Register of Marine Species (28 février 2019) :
- Ophiolimna antarctica (Lyman, 1879)
- Ophiolimna bairdi (Lyman, 1883)
- Ophiolimna diastata (Clark, 1911)
- Ophiolimna opercularis Koehler, 1907
- Ophiolimna perfida (Koehler, 1904)
- Ophiolimna placentigera (Lyman, 1880)
- Ophiolimna kucerai Thuy, 2013 †
- Ophiolimna lisae Thuy, 2013 †
- Ophiolimna malagasica Thuy, 2013 †
- Ophiolimna tiamatia Thuy, 2013 †

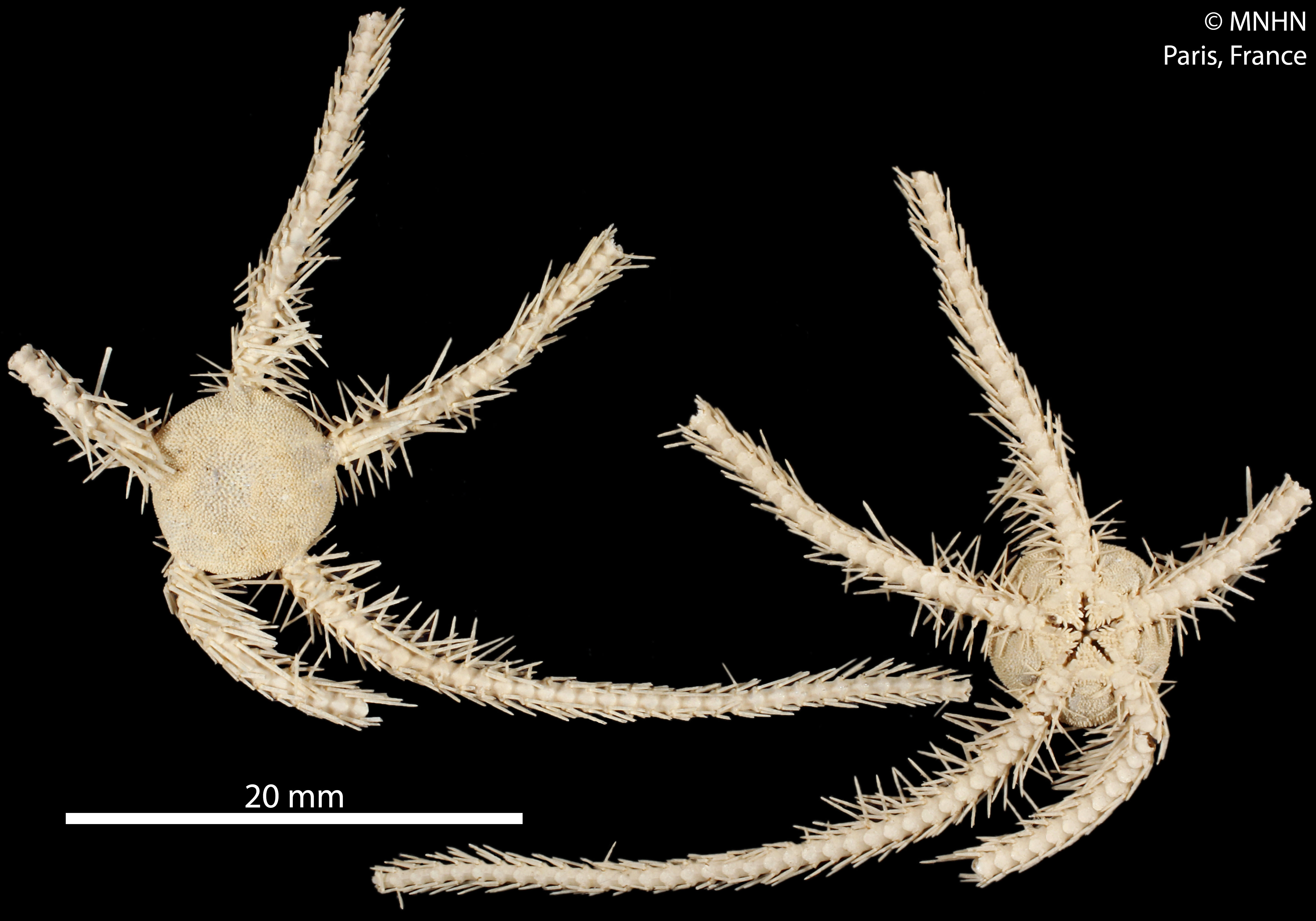
Ophiolimna antarctica
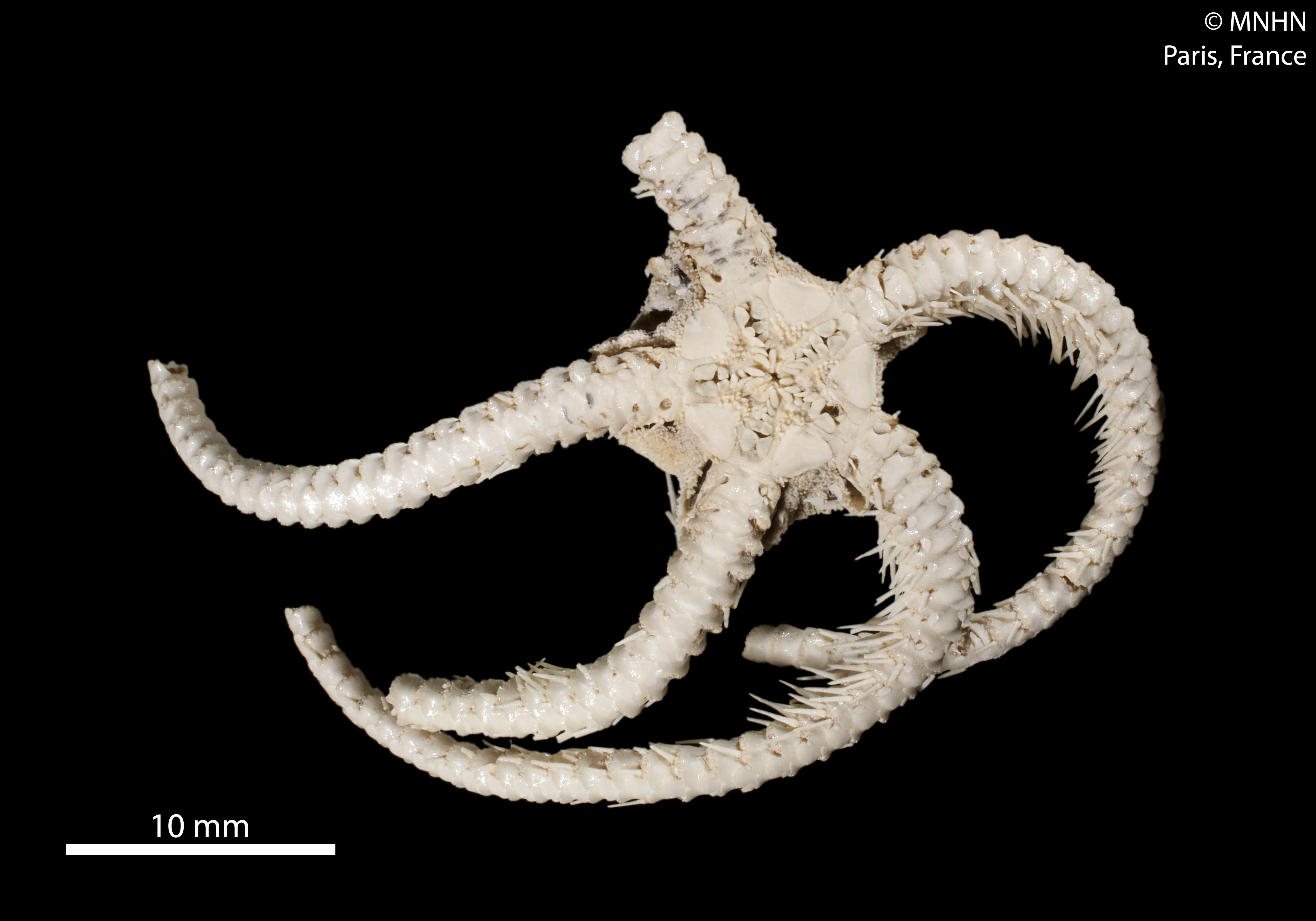
Ophiolimna bairdi (face orale)